# The Eclectic Moniker (album)
The Eclectic Moniker er den danske indiebands The Eclectic Monikers selvbetitlede debutalbum, der blev udgivet i 2012.
Albummet modtog hovedsageligt positive anmeldelser, og det modtog fire ud af seks stjerner i musikmagasinet GAFFA. Det nåede at tilbringe tre uger på Album Top-40 med en niendeplads som højeste placering.

## Spor
1. "Typewriter Tip Tip Tip" - 3:05
2. "Easter Island" - 3:12
3. "From All Of Us" - 3:30
4. "Polaroids" - 2:17
5. "Going To Paris" - 3:22
6. "Terminal" - 3:57
7. "Fireworks" - 3:24
8. "Billboards" - 3:33
9. "Two Officers" - 3:46
10. "A Million Balloons" - 4:42
11. "Aquarium" - 3:44
12. "Sunshine Song" - 7:21